# Beluša
Beluša (deutsch selten Bellusch, ungarisch Bellus) ist eine Gemeinde in der Nordwestslowakei. Sie liegt in den nördlichen Teilen des Talkessels Ilavská kotlina („Ilava-Becken“) und zählt zu den größten Gemeinden des Waagtals.

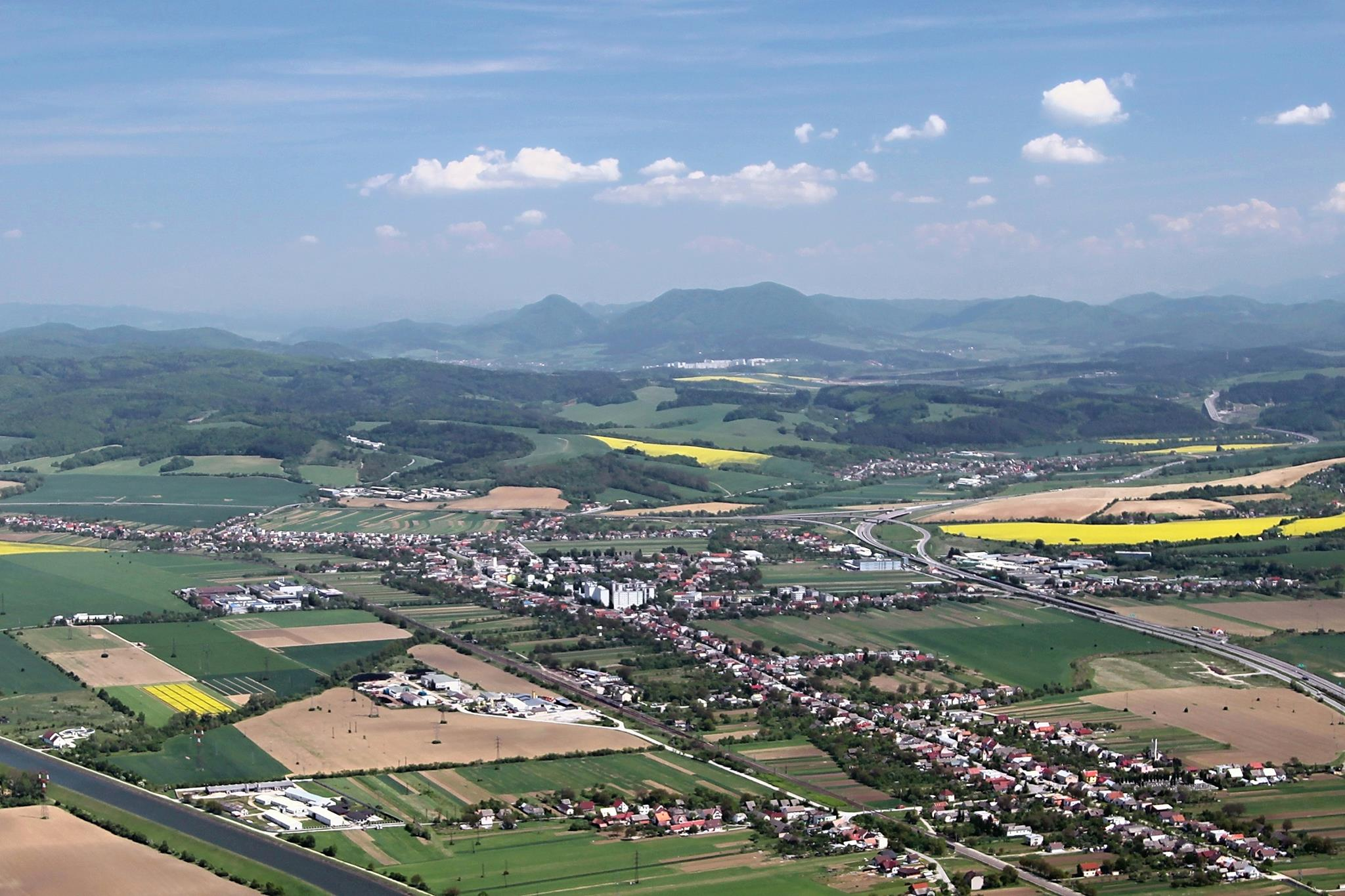

Die Gemeinde wurde 1330 erstmals schriftlich als terra Belos erwähnt. 1439 wird sie als zur Herrschaft Trentschin gehörig erwähnt, 1534 ist sie als Zollposten erwähnt, 1659 wird dem Ort das Marktrecht verliehen.
Ein Schloss, das auch den Komitatsherrschern als Sitz dient wird zu Beginn des 16. Jahrhunderts gebaut, fällt aber 1723 einem Brand zum Opfer. Zu Beginn des 19. Jahrhunderts wird im Ort die erste Korbmacherschule des Königreichs Ungarn eröffnet.
Bis 1918 ist die Gemeinde im Komitat Trentschin ein Teil des Königreichs Ungarn und kommt danach zur neu entstandenen Tschechoslowakei. 1948 wird eine Buntmetallgießerei im Ort eröffnet.
Heute gliedert sich die Gemeinde neben dem Hauptort in die 1976 eingemeindeten Orte Hloža und Podhorie.
Sehenswert ist die spätromanisch-frühgotische Kirche der Heiligen Anna aus der zweiten Hälfte des 13. Jahrhunderts. Neben ihr befindet sich die katholische Kirche von 1560, die im 18. Jahrhundert barockisiert wurde.

## Bevölkerung
| Jahr                | 1994 | 2004    | 2014    | 2024    |
| ------------------- | ---- | ------- | ------- | ------- |
| Anzahl der Personen | 6036 | 6081    | 5827    | 6183    |
| Unterschied         |      | +0,74 % | −4,17 % | +6,10 % |

| Jahr                | 2023 | 2024    |
| ------------------- | ---- | ------- |
| Anzahl der Personen | 6186 | 6183    |
| Unterschied         |      | −0,04 % |